# Red Stripe
Red Stripe is een Jamaicaans blond bier. Het wordt gebrouwen door Desnoes & Geddes sinds 1928. 

## Geschiedenis
Het eerste Red-Stripe bier was een ale en deze werd in 1938 vervangen door de huidige blonde lager. 
Het is het enige op Jamaica gebrouwen bier en is in vrijwel alle uithoeken van het eiland verkrijgbaar.
Red Stripe was lange tijd de sponsor van het Jamaicaans bobsleeteam.